# Zabłocie Kozłowskie
Zabłocie Kozłowskie (deutsch Sabloczyn, 1938 bis 1945 Sablau) ist ein kleines Dorf in der polnischen Woiwodschaft Ermland-Masuren. Es gehört zur Gmina Kozłowo (Landgemeinde Groß Koslau, 1938 bis 1945 Großkosel) im Powiat Nidzicki (Kreis Neidenburg).

## Geographische Lage
Zabłocie Kozłowskie liegt im Südwesten der Woiwodschaft Ermland-Masuren, bis zur Kreisstadt Nidzica (deutsch Neidenburg) sind es 14 Kilometer in nordöstlicher Richtung. Das Dorf befindet sich 500 Meter nördlich des Flüsschens Skottau (polnisch Szkotówka), die zwischen 1920 und 1939 hier die Staatsgrenze zwischen dem Deutschen Reich und Polen markierte.

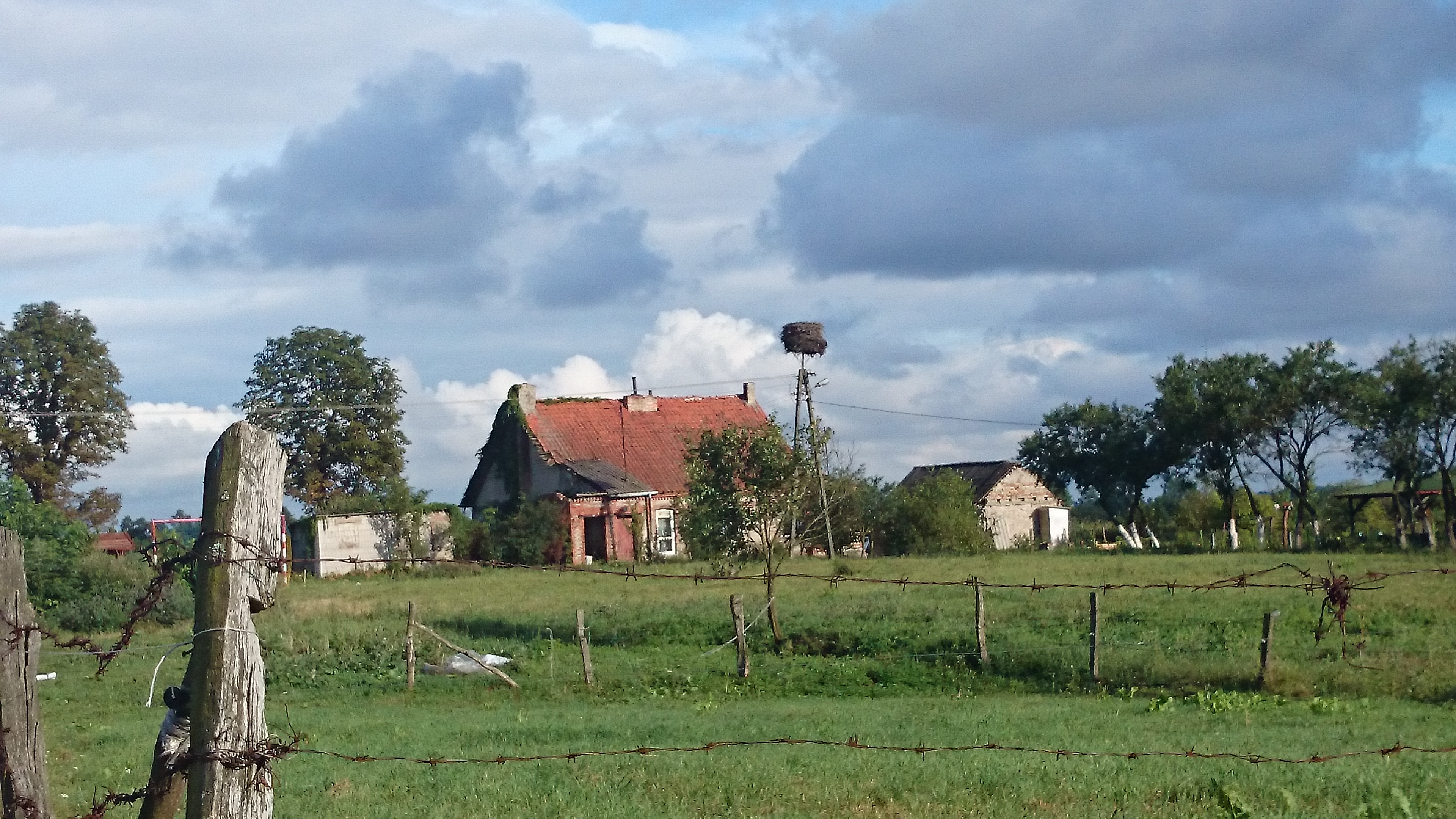
Anwesen (I) in Zabłocie Kozłowskie

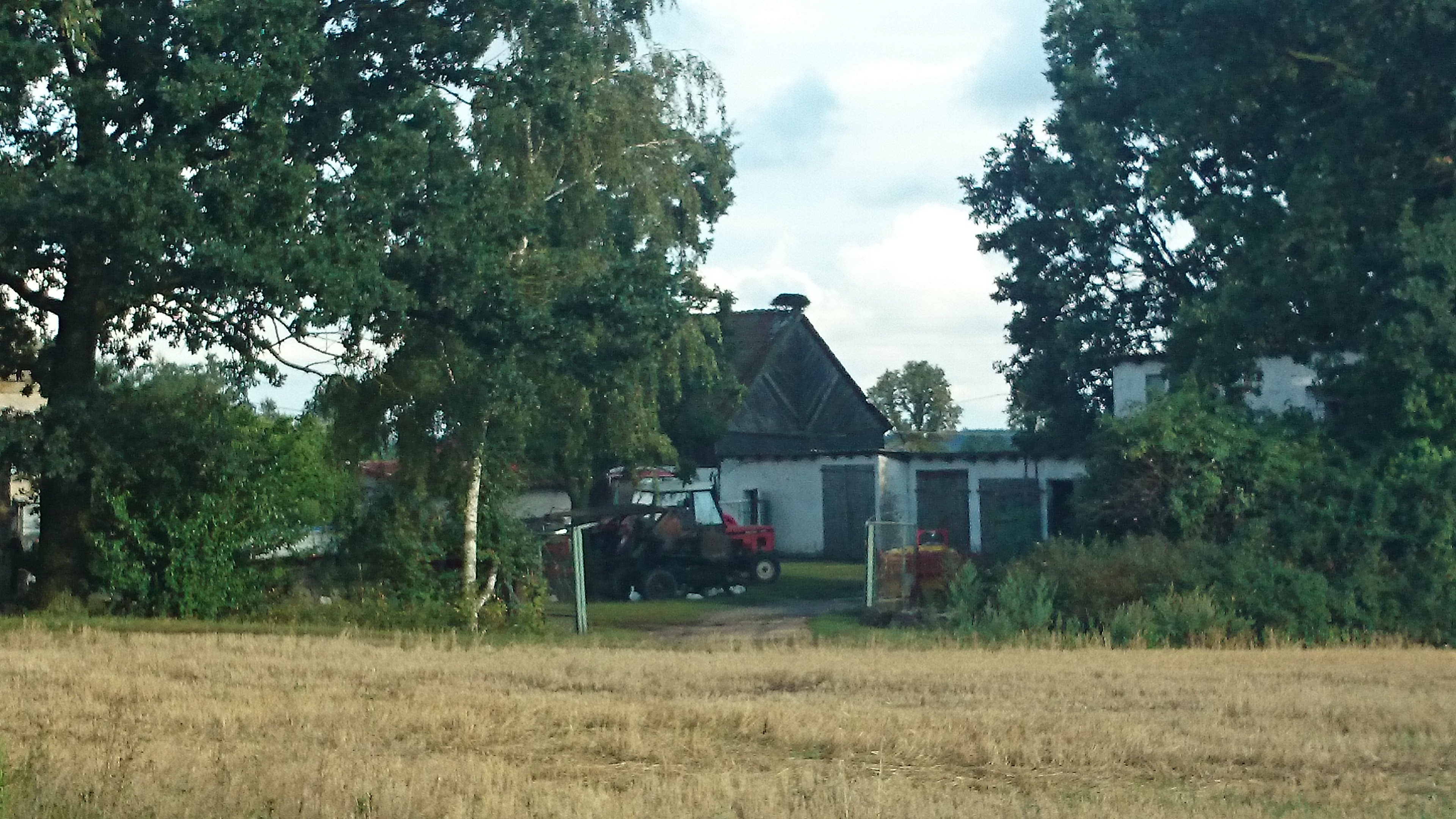
Anwesen (II)

## Geschichte
Im Jahre 1437 wurde der spätere Gutsort Sablotschen (nach 1820 Sabloczin, nach 1871 Sabloczyn) erstmals erwähnt. 1874 fand der Gutsbezirk Sabloczyn Aufnahme in den neu errichteten Amtsbezirk Klein Koslau (polnisch Kozłówko), der – 1938 in „Amtsbezirk Kleinkosel (Ostpr.)“ umbenannt – bis 1945 bestand und zum ostpreußischen Kreis Neidenburg gehörte.
Im Jahre 1910 zählte Sabloczyn 80 Einwohner, 1933 waren es bereits 161.
Am 3. Juni – amtlich bestätigt am 16. Juli – 1938 wurde Sabloczyn aus politisch-ideologischen Gründen der Abwehr fremdländisch klingender Ortsnamen in „Sablau“ umbenannt. Die Einwohnerzahl belief sich 1939 auf 128.
In Kriegsfolge wurde das gesamte südliche Ostpreußen 1945 an Polen überstellt. Sablau erhielt die polnische Namensform „Zabłocie Kozłowskie“. Mit dem Sitz eines Schulzenamtes (polnisch Sołectwo) ist das Dorf heute eine Ortschaft innerhalb der Gmina Kozłowo im Powiat Nidzicki, bis 1998 der Woiwodschaft Olsztyn, seither der Woiwodschaft Ermland-Masuren zugehörig. Im Jahre 2011 zählte das Dorf 43 Einwohner.

## Kirche
Bis 1945 war Sabloczyn/Sablau in die evangelische Kirche Klein Koslau (1938 bis 1945 Kleinkosel (Ostpr.), polnisch Kozłówko, heute in Kozłowo aufgegangen) in der Kirchenprovinz Ostpreußen der Kirche der Altpreußischen Union sowie in die römisch-katholische Kirche Neidenburg (Nidzica) im Bistum Ermland eingepfarrt.
Heute gehört Zabłocie Kozłowskie zur römisch-katholischen St.-Peter-und-Paul-Kirche Kozłowo im Erzbistum Ermland, außerdem zur evangelischen Heilig-Kreuz-Kirche Nidzica in der Diözese Masuren der Evangelisch-Augsburgischen Kirche in Polen.

## Verkehr
Zabłocie Kozłowskie liegt westlich der Woiwodschaftsstraße 545 und ist über eine Nebenstraße von Kozłowo (-Kozłówko) nach Wilamowo (Wilmsdorf) zu erreichen.
Die nächste Bahnstation ist der Haltepunkt Zakrzów-Sarnowo (Groß Sakrau-Scharnau) an der Bahnstrecke Działdowo–Olsztyn (Soldau–Allenstein).